# 1785 au Nouveau-Brunswick
Chronologie du Nouveau-Brunswick
- 1781
- 1782
- 1783
- 1784
- 1785
- 1786
- 1787
- 1788
- 1789

Cette page concerne des événements d'actualité qui se sont produits durant l'année 1785 dans la colonie du Nouveau-Brunswick.

## Événements
- Constitution de Saint-Jean et Gabriel George Ludlow devient le premier maire de cette ville.
- Création des comtés Charlotte, Kings, Queens, Saint-Jean, Sunbury, Westmorland et d'York.
- Création du Conseil législatif du Nouveau-Brunswick.
- Établissement des premiers Acadiens à Bouctouche.
- Fondation de l'Université du Nouveau-Brunswick.
- Fredericton devient la capitale provinciale.